# نیمه‌عمر: الیکس
نیمه‌جان: الیکس (انگلیسی: Half-Life: Alyx) یک بازی واقعیت مجازی به سبک تیراندازی اول شخص است که توسط شرکت ولو توسعه و منتشر شده‌است. رخدادهای این بازی بین حوادث نسخه‌های نیمه‌جان (۱۹۹۸) و نیمه‌جان ۲ (۲۰۰۴) روایت می‌شود، و بازیکن کنترل شخصیت آلیکس ونس را در مأموریتی برای تصاحب ابرسلاحی متعلق به امپراتوری بیگانه‌ها را به عهده دارد. نیمه‌جان: الیکس در ۲۳ مارس ۲۰۲۰ منتشر شد.